# 张铭恩
张铭恩（1995年5月6日—），中國大陸男演員，黑龙江省出生。畢業于中央戏剧学院2013级表演系本科班。

## 生平
2010年，因在儿童情景剧《疯丫头第二季》中出演慕容一角触电荧屏。
2015年，出演院线电影《薄荷》。
2016年，凭借民国悬疑剧《老九门》中的张副官一角崭露头角  ；10月，出演爱奇艺自制的悬疑探案网络剧《河神》；12月3日，获得爱奇艺尖叫之夜年度电视剧新人奖  。
2017年7月，张铭恩主演的悬疑探案网剧《河神》播出，他在剧中饰演了家境优渥的法医丁卯。
2018年7月，张铭恩主演的现代探险题材电视剧《沙海》播出，在剧中再度饰演机敏聪慧的张副官张日山 。随后，主演奇幻爱情剧《爱上北斗星男友》，饰演神秘写命师赤语。同年，张铭恩与文咏珊主演的都市情感励志剧《只为遇见你》杀青，他在剧中饰演雅痞不羁的继承人于直。兩劇分別在2019年3月10日及2019年3月13日於網路上映。

## 個人生活
2019年8月6日，張銘恩在微博發文「Vlog是你的，你是我的@徐璐LULU」，正式公布與徐璐的戀情。
2020年6月6日，有媒体拍到张铭恩与胡冰卿在酒店停车场举止亲密，当晚二人与工作人员聚餐结束后，先后回到酒店。只见张铭恩自然地搂住胡冰卿，而胡冰卿也未有抵抗，随后张铭恩更是搂着女方后脑勺热吻。張銘恩其後發微博稱與徐璐在去年年底分手，並否認與胡冰卿的戀情傳聞：「劇組殺青聚餐時大家都在，不用過度解讀。」，而徐璐方工作人員回應稱：「我們也是今天早上才看到熱搜，一臉懵，我們不會參與到藝人的談戀愛過程當中，但是我們團隊看到璐璐昨天傍晚才取關了張銘恩。」

## 影视作品

### 电视剧/网络剧
| 上映年份 | 剧名             | 角色             | 備註                |
| 2010年   | 疯丫头第二季     | 慕容             |                     |
| 2016年   | 老九门           | 张副官（张日山） |                     |
| 2017年   | 河神             | 丁卯             | 網路劇              |
| 2018年   | 沙海             | 张日山           | 網路劇              |
| 2019年   | 只为遇见你       | 直               |                     |
| 2019年   | 爱上北斗星男友   | 赤语             |                     |
| 2019年   | 爵跡臨界天下     | 麒零             |                     |
| 2020年   | 河神2            | 丁卯             | 網路劇              |
| 2020年   | 最美逆行者       | 付小舟           | 單元《同舟》        |
| 2020年   | 终极笔记         | 张日山           | 客串，網路劇        |
| 2022年   | 浮生之異想世界   | 陆桥             | 網絡短劇            |
| 2023年   | 虫图腾           | 潘俊             | 網路劇，2019年拍攝  |
| 2023年   | 三体             | 祝冥             |                     |
| 2023年   | 为有暗香来       | 金林             | 客串，網路劇        |
| 2024年   | 紫川·光明三杰    | 斯毅林           | 網路劇              |
| 2024年   | 斗罗大陆之燃魂战 | 雪清河           |                     |
| 2025年   | 紫川之光明王     | 斯毅林           | 網絡劇， 2021年拍攝 |
| 待播     | 枭起青壤         | 山強             | 網路劇              |
| 待播     | 棕眼之谜         |                  | 網路劇              |
| 待播     | 雨霖铃           | 邵繼祖           |                     |

### 电影
| 上映年份 | 剧名                 | 角色             | 备注     |
| 2015年   | 薄荷                 | 叶磊             |          |
| 2016年   | 老九门番外之虎骨梅花 | 张日山（张副官） | 網路電影 |
| 2022年   | 海的尽头是草原       | 杜毅             |          |
| 待上映   | 龙门阵               |                  | 網路電影 |

## 綜藝节目
| 播出年份 | 播出日期          | 播出平台                 | 節目名稱                  | 備註               |
| 2016年   | 9月29日           | 愛奇藝                   | 《偶滴歌神啊》第三季      |                    |
| 2016年   | 12月2日           | 愛奇藝                   | 《大牌對王牌》第四季      |                    |
| 2017年   | 12月30日－3月17日 | 湖南衛視、芒果TV、愛奇藝 | 《声临其境》第一季        | 新声班成员         |
| 2019年   | 3月16日           | 湖南衛視、芒果TV         | 《快乐大本营》            | 宣傳《只為遇見你》 |
| 2019年   | 7月2日-7月16日    | 騰訊體育                 | 超級企鵝聯盟Super 3星斗場 |                    |
| 2019年   | 7月25日－10月17日 | 湖南衛視、芒果TV         | 《戀夢空間》第二季        | 固定嘉賓           |
| 2019年   | 8月11日－11月29日 | 芒果TV                   | 《女儿们的恋爱》第二季    |                    |
| 2019年   | 11月9日           | 湖南衛視、芒果TV         | 《快乐大本营》            |                    |

## 音樂作品
| 發佈日期  | 歌曲名稱                                |
| --------- | --------------------------------------- |
| 2019/3/12 | 落尘 (《爱上北斗星男友》网剧赤语主题曲) |

## 獲獎紀錄
- 2017年12月3日   《爱奇艺尖叫之夜年度电视剧新人奖 》   河神
- 2016年12月3日   《爱奇艺尖叫之夜年度电视剧新人奖 》   老九门

## 外部連結
- 张铭恩 （页面存档备份，存于）的Instagram
- 张铭恩的新浪微博